# Поштовий вагон

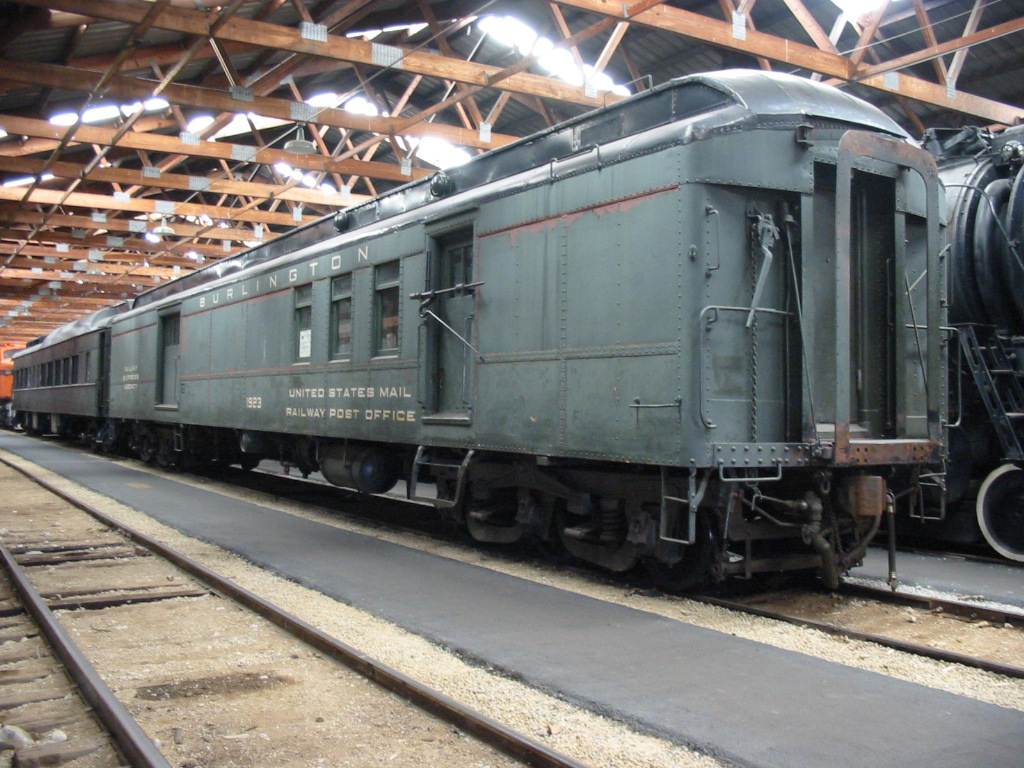
Поштовий вагон № 1923, який курсував залізницею «Чикаго, Берлінгтон і Квінсі»

Пошто́вий ваго́н — залізничний вагон, спеціально призначений для перевезення поштових відправлень, обробки їх в дорозі та обміну в пунктах зупинки.

## Опис
Поштовий вагон зазвичай причіплюється до пасажирського потягу або ж як окрема одиниця у складі так званих поштово-багажних потягів, до яких інколи можуть додаватися й пасажирські вагони. Поштово-багажний потяг зупиняється для обміну пошти на усіх, передбачених в розкладі руху такого потягу, станціях. Швидкі і пасажирські потяги з включеними до їхнього складу поштовими вагонами завантажують та вивантажують пошту тільки на великих станціях (вузлових станціях або в обласних центрах) або перевозять пошту на далекі відстані. На маршрутах, де поштові перевезення незначні, замість поштового вагону для пошти виділяють одне купе в першому від локомотиву пасажирському вагоні.
Сучасні поштові вагони дозволяють здійснювати в дорозі обробку найрізноманітніших поштових відправлень. У них передбачені усі необхідні пристрої для приймання, зберігання та обробки мішків та контейнерів з листами, бандеролями і пакунками, що пересилаються залізницею. В такому вагоні можуть застосовуватися особливі поштові штемпелі, поштові штампи та поштові ярлики, за допомогою яких на кореспонденції робляться помітки про доставку кореспонденції залізничним транспортом — з вказівкою поштового вагону та маршруту його проходження.

## Історія
Перше у світі офіційне перевезення пошти залізницею здійснило поштове відомство Великої Британії 1830, використавши для цього адаптовані вагони на лінії Ліверпуль-Манчестер (англ. Liverpool and Manchester Railway). Сортування пошти в дорозі вперше стало здійснюватися у Великій Британії з впровадженням пересувних поштових відділень) 1838 на (залізниці Ґранд Джанкшн), на лінії Ліверпуль-Бірмінгем.
Перший поштовий вагон з'явився 6 січня 1838 в Англії і був переобладнаним вагоном для перевезення худоби. З вересня 1838 почалися регулярні рейси з сортуванням пошти під час руху на лінії Лондон-Бірмінгем. 1841 поштові вагони впровадили в Бельгії, 1846 — у Франції, 1848 — у Бадені (Гейдельберг, Німеччина), 1861 — в Російській імперії, 1864 — у США.
Перші поштові вагони 40-их років XIX століття не дуже підходили для обробки пошти у дорозі, були малими, тісними (довжиною 6—8 метрів). З розвитком залізничного транспорту удосконалювалась конструкція поштових вагонів. На початку XX століття у низці країн з'явилися поштові вагони значної довжини, які були належним чином облаштовані.
Для збирання і доставки поштових мішків на ходу потяга у Великій Британії були придумані спеціальні механізми. У першому поштовому вагоні британського виробництва був пристрій для скидання та підхоплювання мішків з листами на ходу потяга. Для цього винайшли систему особливо обладнаних стовпів і спеціальних важелів, яка отримала 1848 подальше удосконалення.
Впродовж XX століття і на початку XXI століття в низці країн спостерігалося поступове зменшення кількості або повне зникнення поштових вагонів із залізничної галузі. 
В СРСР функціонування поштових вагонів регулювалося державним стандартом ГОСТ 16408—80. Календарні поштові штемпелі поштових вагонів СРСР, окрім стандартного позначення СРСР, мали абревіатуру «ПВ» (поштовий вагон), початковий і кінцевий пункт маршруту та дату.
Поштові вагони включалися до складу швидких і пасажирських потягів.

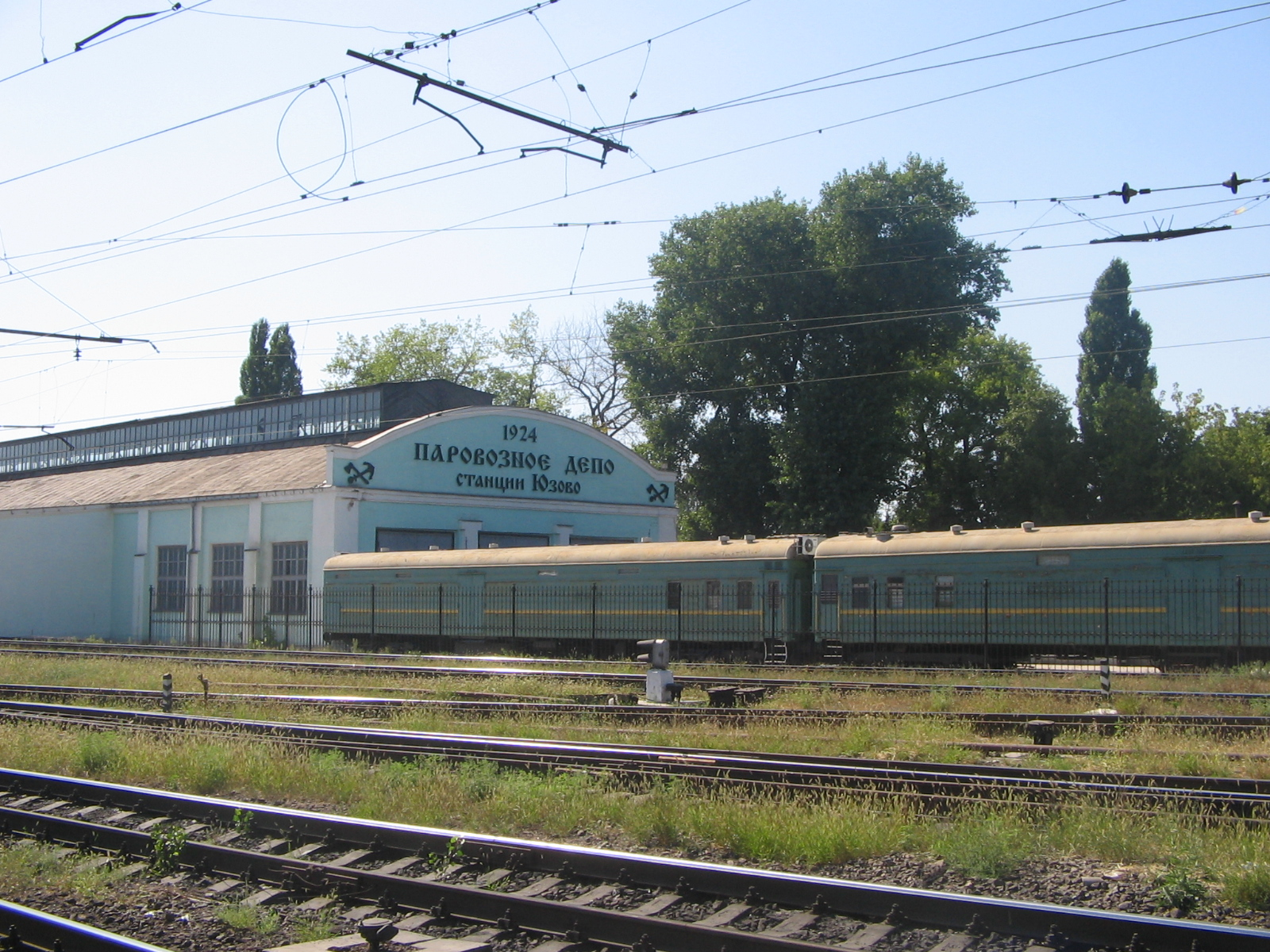
Два поштові вагони біля паровозного депо станції Юзово (зараз Донецьк)
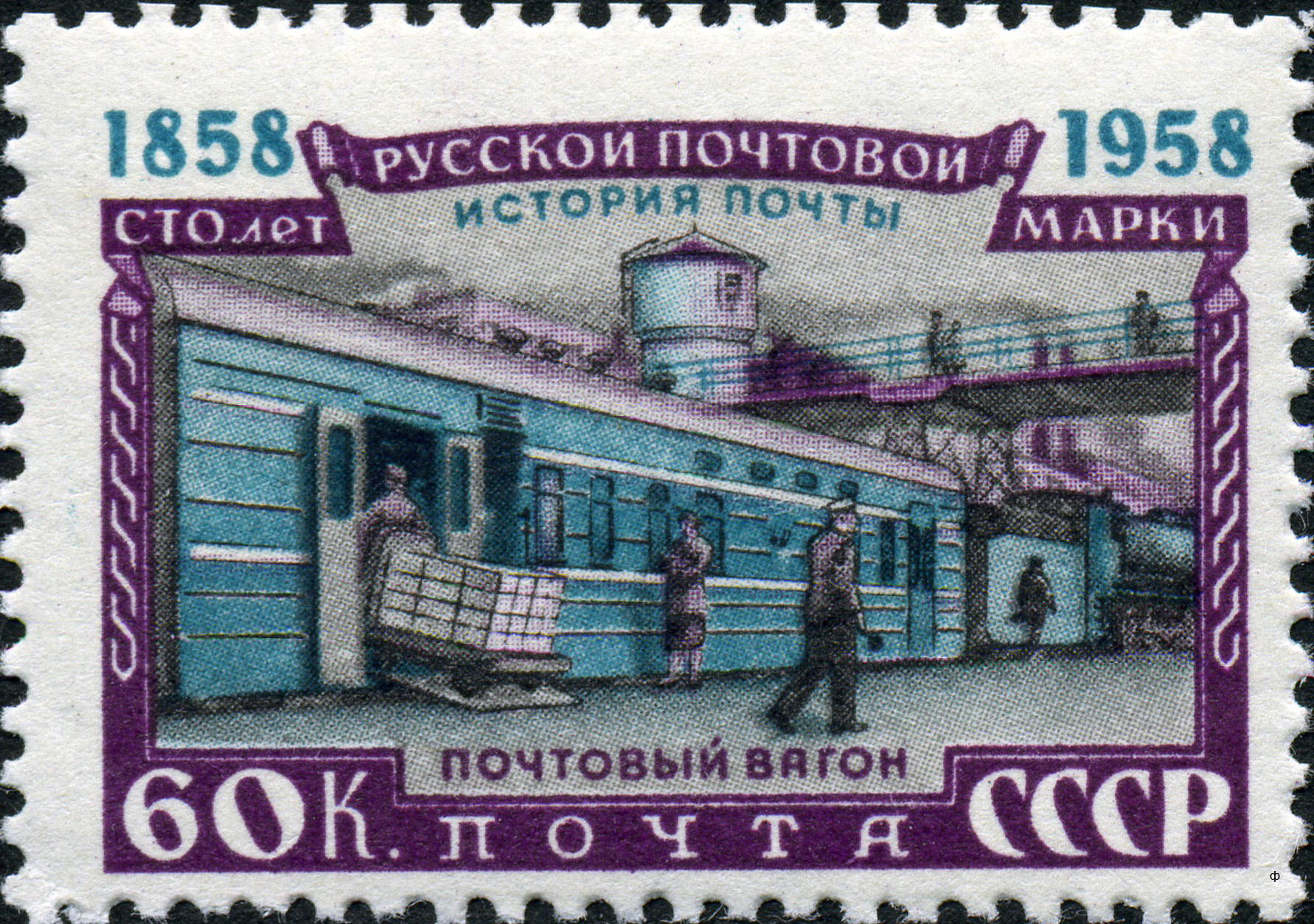
Радянський поштовий вагон середини XX століття на марці СРСР 1958 року.
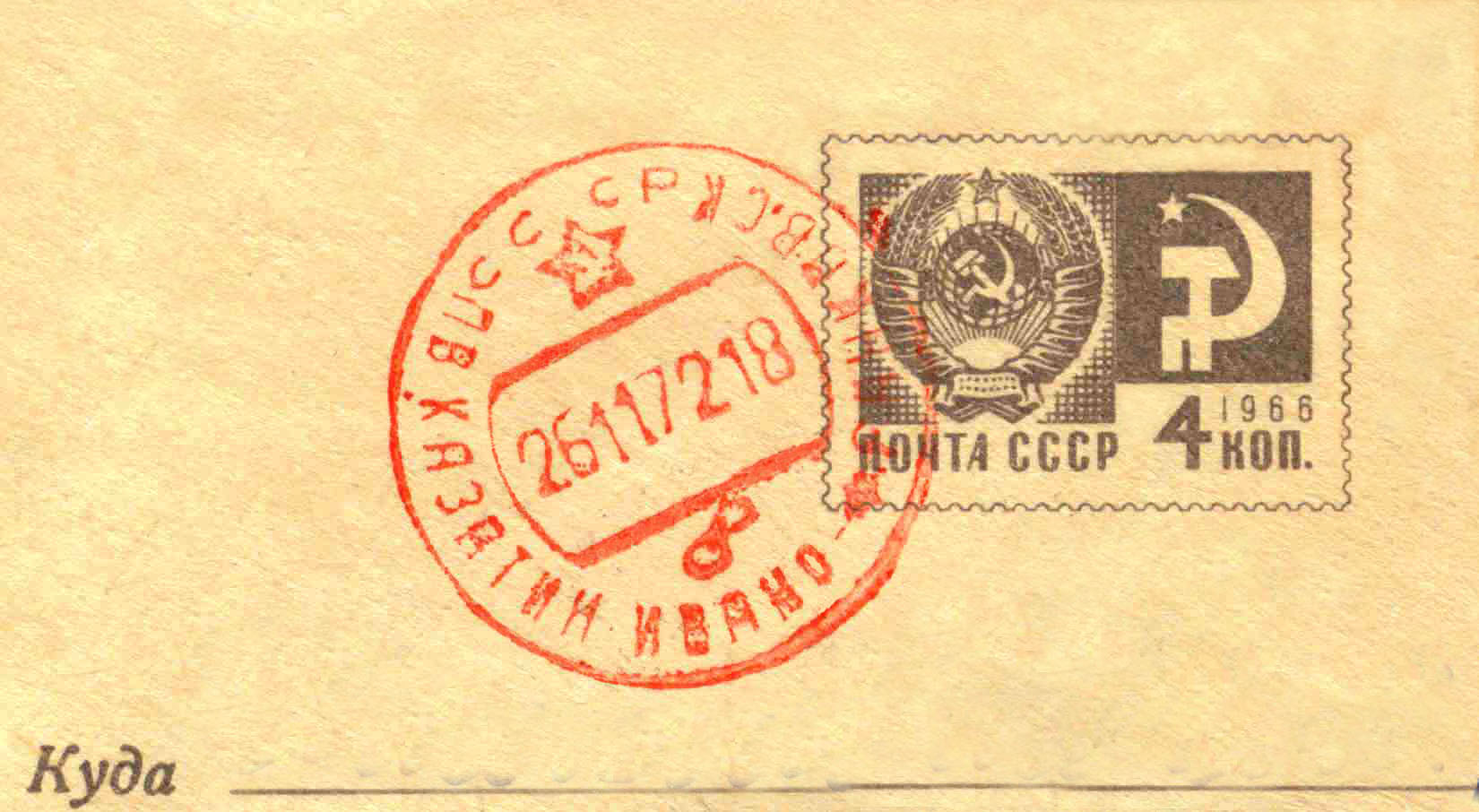
Червоний відбиток штемпеля поштового вагону («ПВ»), який курсував за маршрутом Козятин-Івано-Франківськ (УРСР), 1972.

Нині в Україні поштові вагони активно використовуються для доставок Укрпошти.

## Типи поштових вагонів
У Великій Британії використовувалися кілька різноманітних типів вагонів:
- поштово-сортувальний вагон
- поштово-складський вагон
- гальмівний поштово-складський вагон
- кур'єрський вагон
- пересувний вагон управління
- гальмівний вагон
- вагон загального використання